# فرانك غيب
فرانك غيب (18 يناير 1868 في المملكة المتحدة - 23 مارس 1957 في المملكة المتحدة) (بالإنجليزية: Frank Gibb)‏ هو لاعب كريكت بريطاني (وحمل سابقاً جنسية المملكة المتحدة لبريطانيا العظمى وأيرلندا). لعب مع نادي مقاطعة ساسكس للكركيت ‏.

## وصلات خارجية
- فرانك غيب على موقع إي آس بي آن كريك إنفو (الإنجليزية)